# أوكالبتوس مالوكوي
أوكالبتوس مالوكوي (بالإنجليزية: Eucalyptus moluccana) هي شجرةٌ مُتوسطة إلى طويلة الحجم أحيانًا، وتمتلك لحاءً خشنًا ومستمر على الجذع السفلي، يتركُ تساقط الأوراق سطحًا أملسًا أو رماديًا فاتحًا، وأحيانًا لامعًا.

## معرض صور

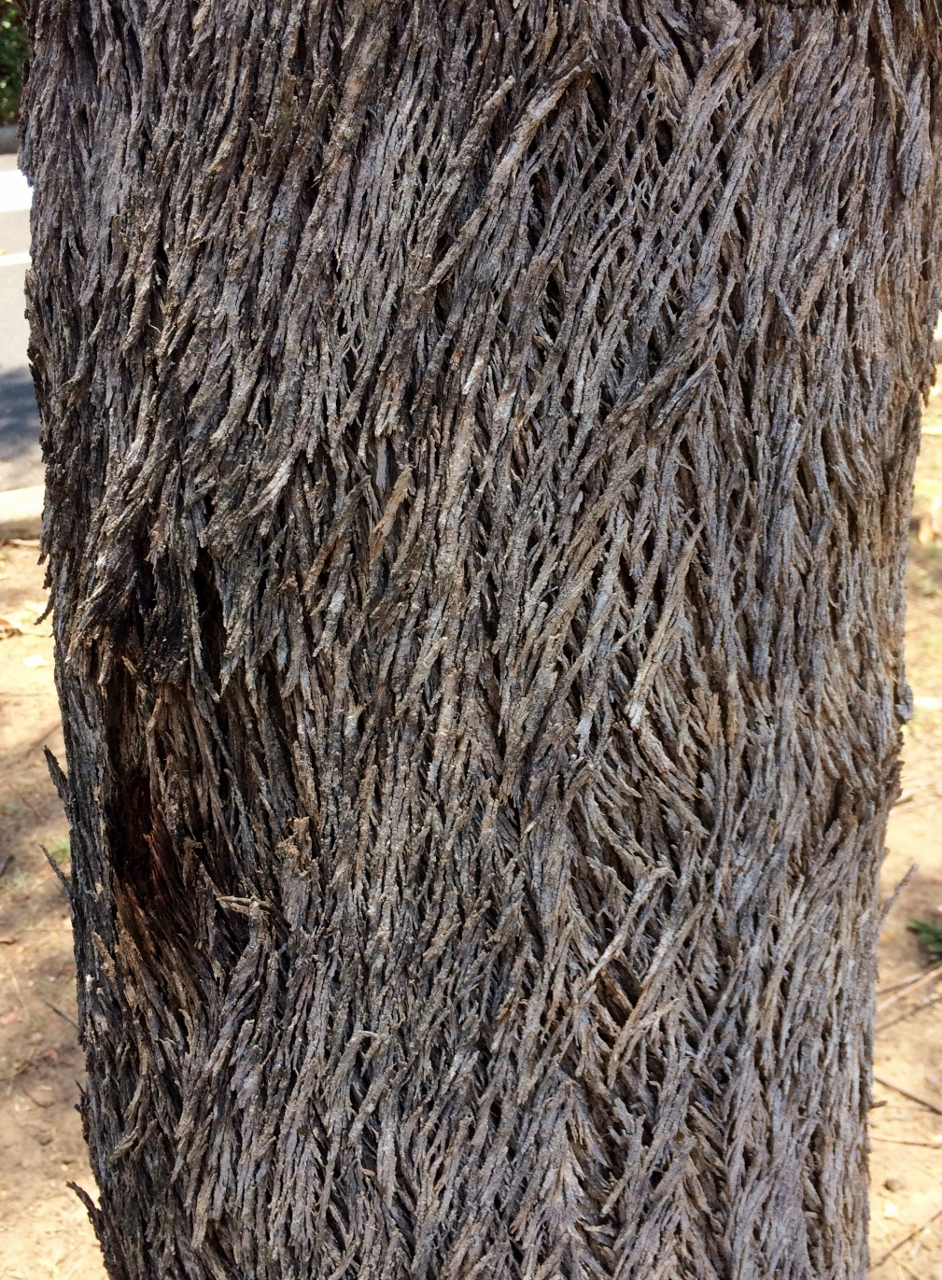
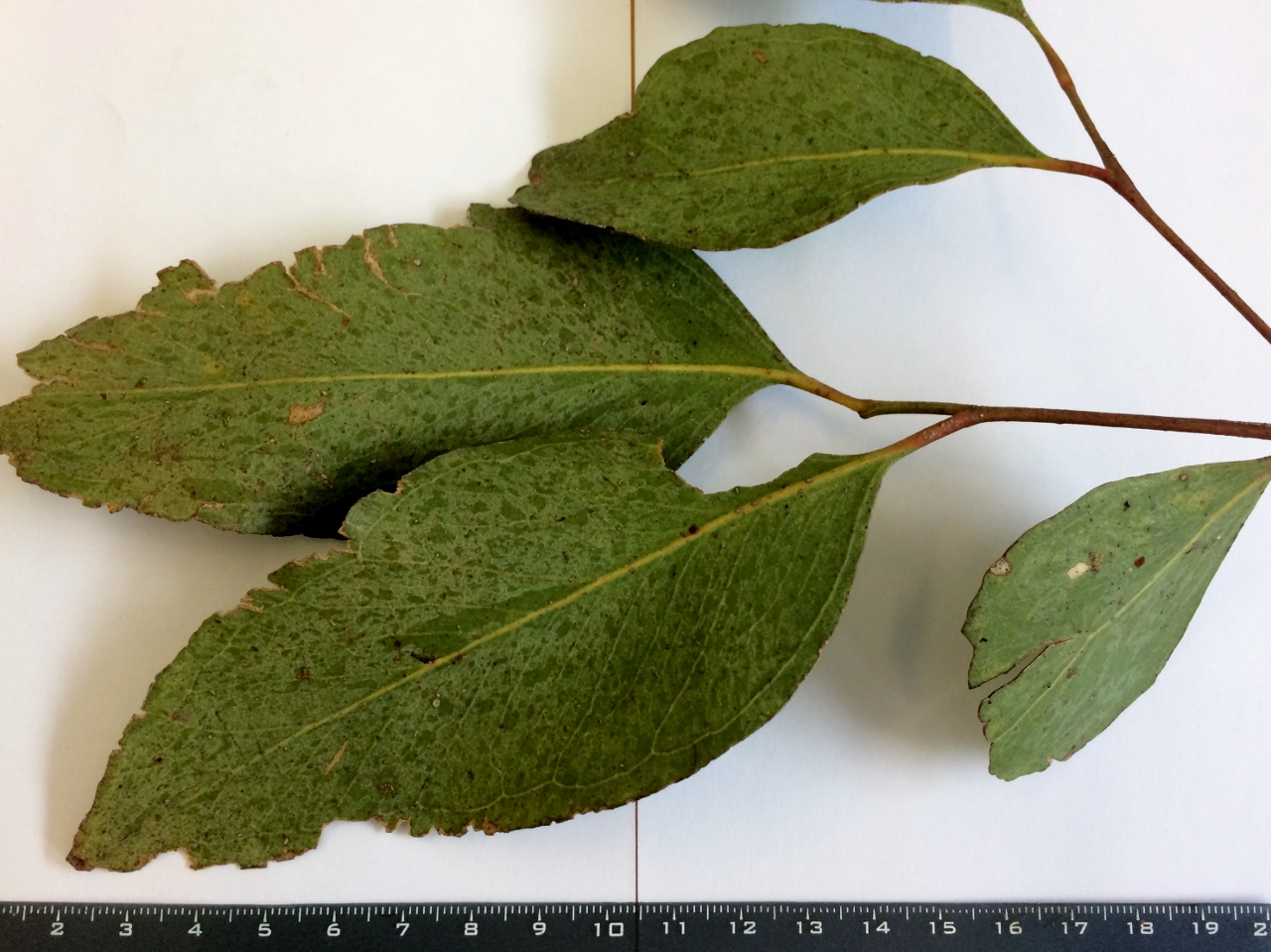
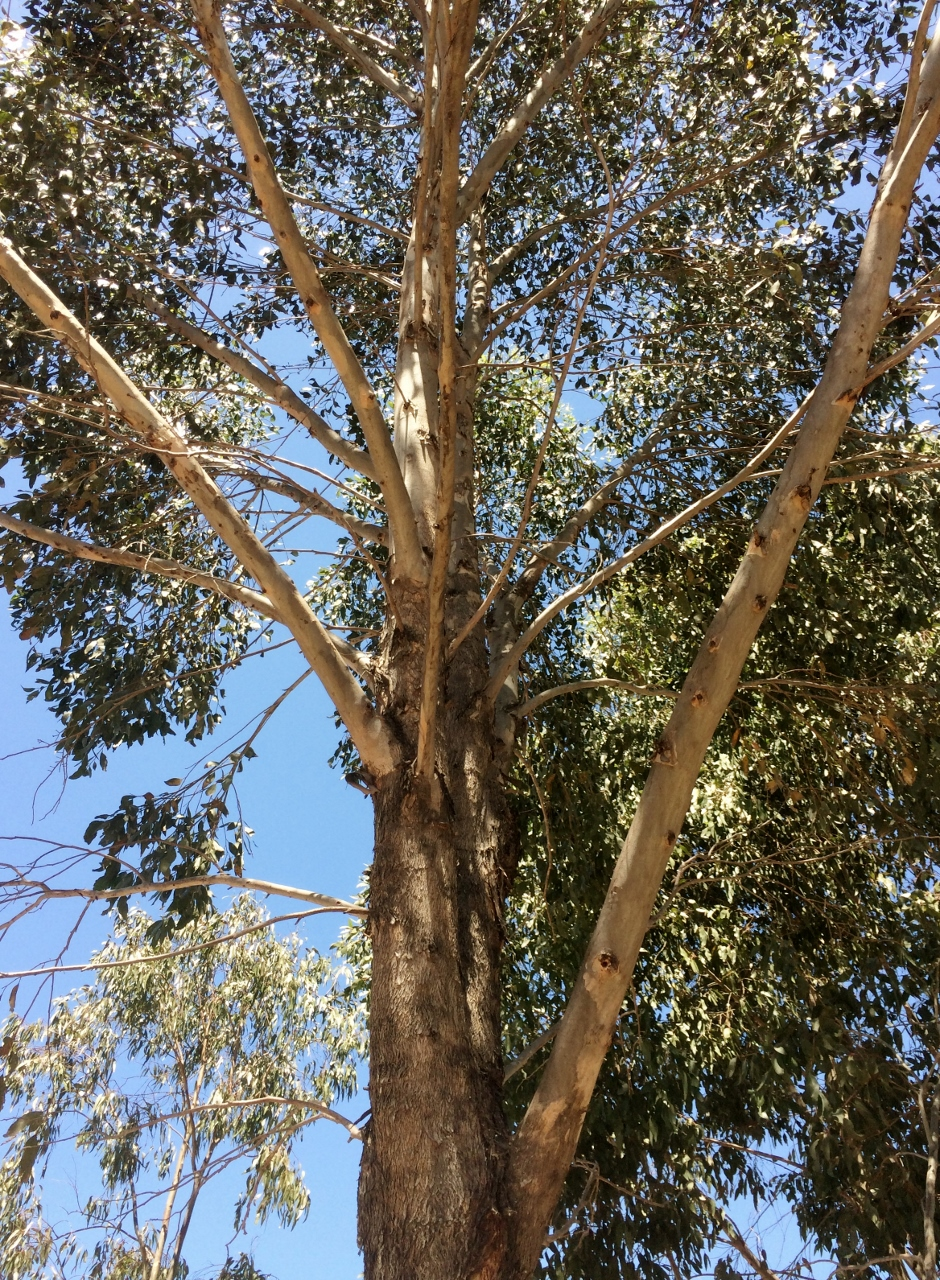
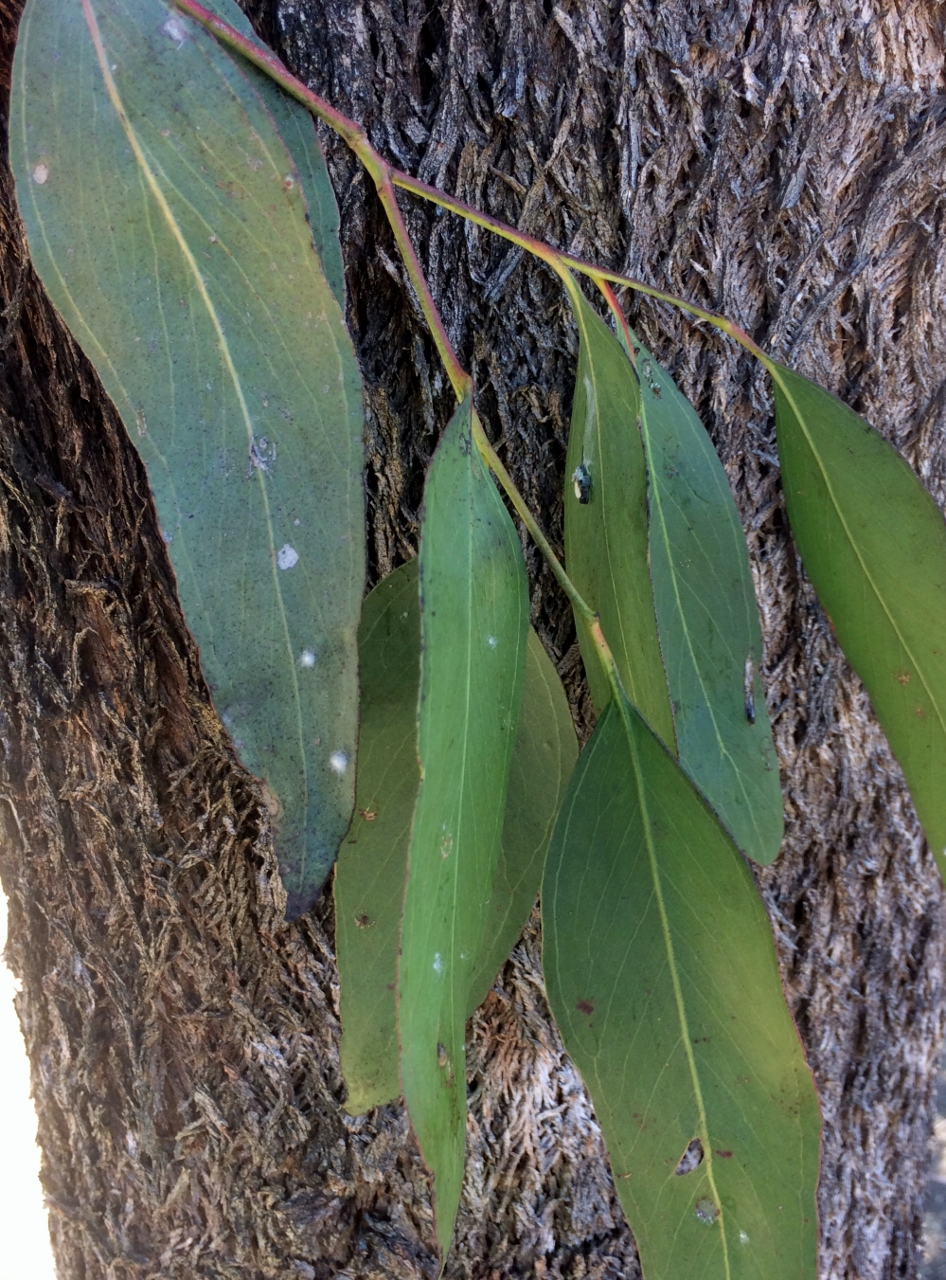
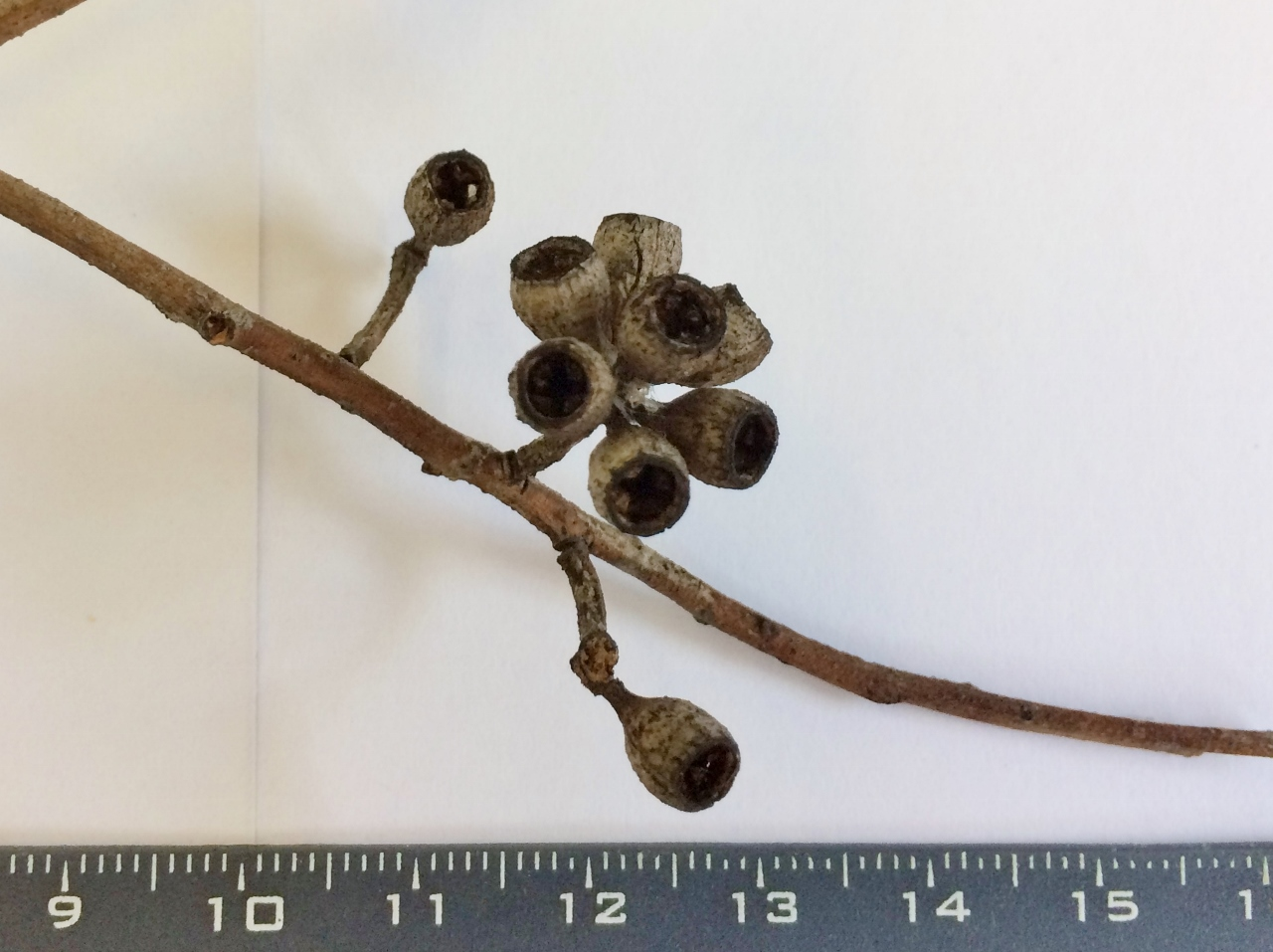